# Kevin Audétat
Kevin Audétat (...) è un giocatore di football americano svizzero che gioca nel ruolo di runningback per gli Helvetic Mercenaries.